# Margrethe Odgaard
Margrethe Odgaard, född 1978, är en dansk textilformgivare. 
Margrethe Odgaard utbildade sig 2000–2005 i formgivning på Det Kongelige Danske Kunstakademis Skoler for Arkitektur, Design och Konservering i Köpenhamn. Hon studerade också tygtryck 2004 på Rhode Island School of Design i USA.
Hon arbetade 2005–2007 på The Fabric Workshop and Museum i Philadelphia i USA och 2007–2013 som formgivare på Epice i Paris. Sedan 2013 har hon den egna formgivningsateljén Margarethe Odgaard Studio i Köpenhamn.
Margrethe Odgaard fick Torsten och Wanja Söderbergs pris 2016 med motiveringen: "Margrethe Odgaard använder textil som utgångspunkt i sin formgivning. Infallsvinkeln är på samma gång hantverksmässig, taktil och genomarbetad – hon tänker med händerna. Utifrån både poetiska och konsekventa färg- och mönsterstudier skapar hon sammanhang i en fascinerande process som är full av musikalitet."